# Microlissa brasiliensis
Microlissa brasiliensis is een krabbensoort uit de familie van de Epialtidae. De wetenschappelijke naam van de soort is voor het eerst geldig gepubliceerd in 1924 door Rathbun.